# ۱۵۴ (قمری)
۱۵۴ (قمری)، صد و پنجاه و چهارمین سال در گاهشماری هجری قمری است. اول محرم این سال برابر با بیست و هشتم دسامبر سال ۷۷۰ میلادی است.